# NGC 6941
NGC 6941 (również PGC 65054) – galaktyka spiralna (Sb), znajdująca się w gwiazdozbiorze Orła. Została odkryta 29 sierpnia 1867 roku przez Trumana Safforda. Niezależnie odkrył ją Édouard Jean-Marie Stephan 1 września 1872 roku.